# يوناغوني (أوكيناوا)
يوناغوني (باليابانية: 与那国町) هي بلدية في اليابان، وبلدة في اليابان، تقع في أوكيناوا، بلغ عدد سكانها 2,009 نسمة وذلك حسب إحصائيات سنة 2018، تبلغ مساحتها 28.96 كيلومتر مربع، رمزها البريدي هو 907-1801.

## معرض صور

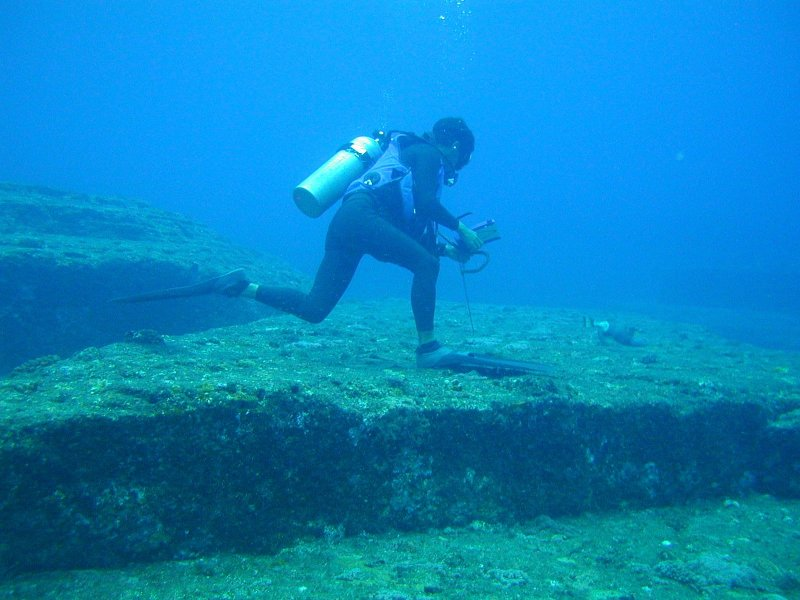
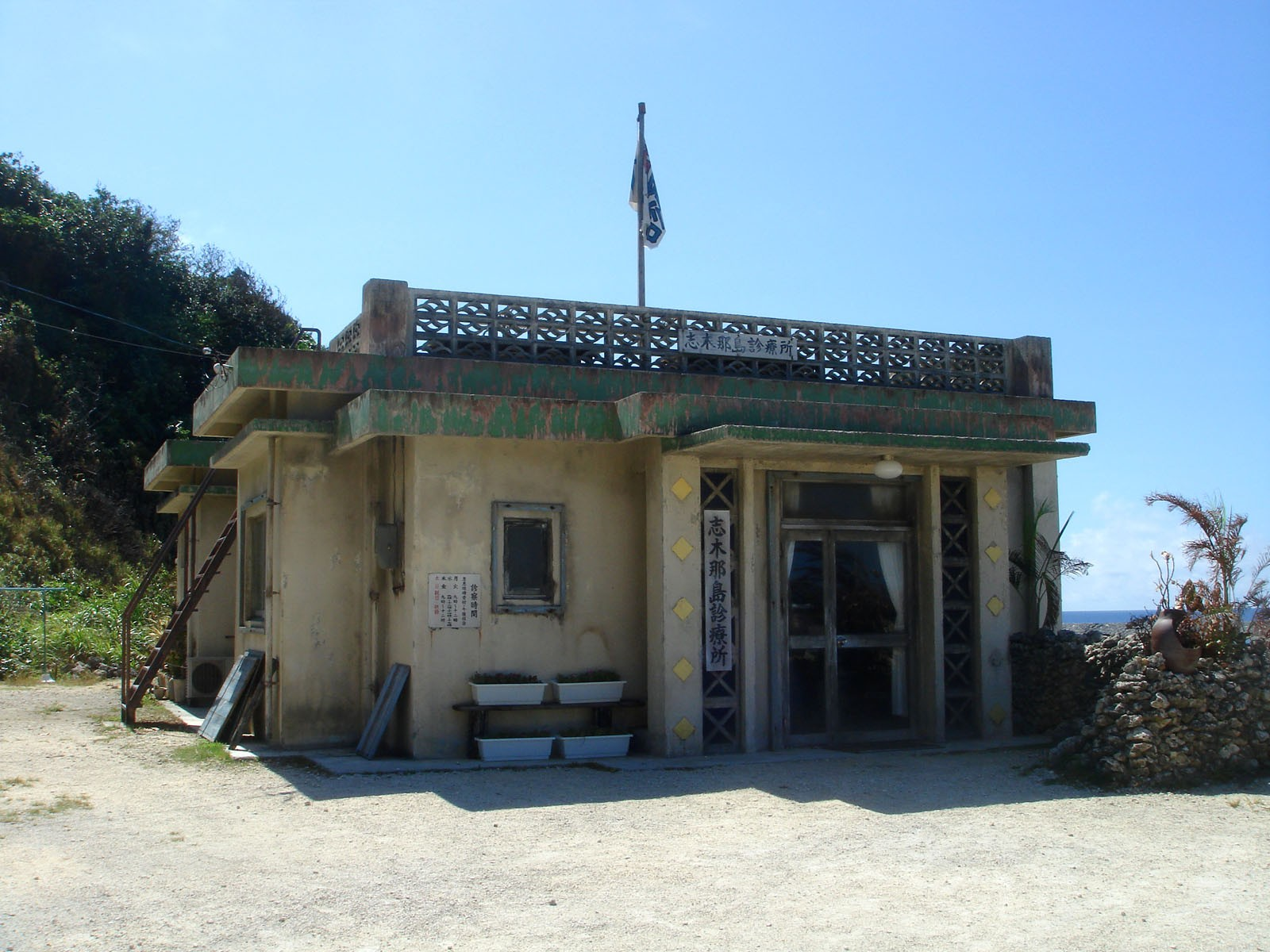
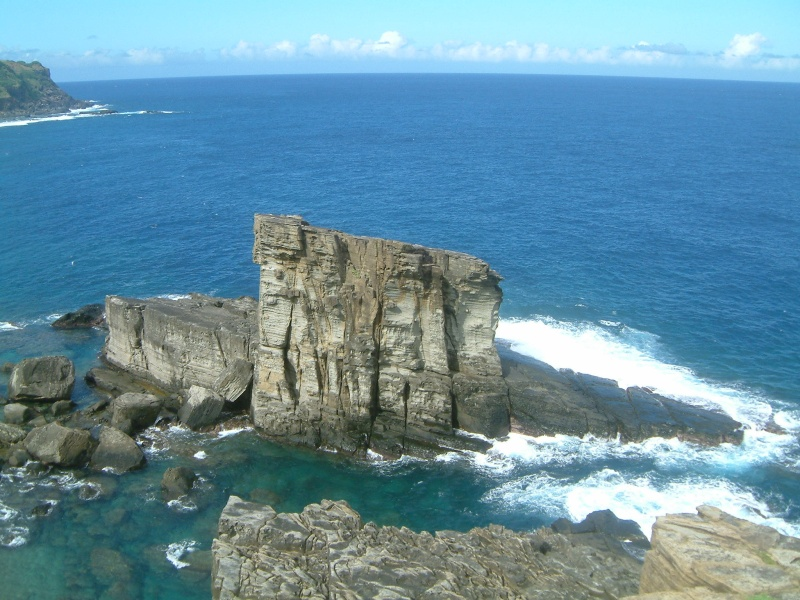
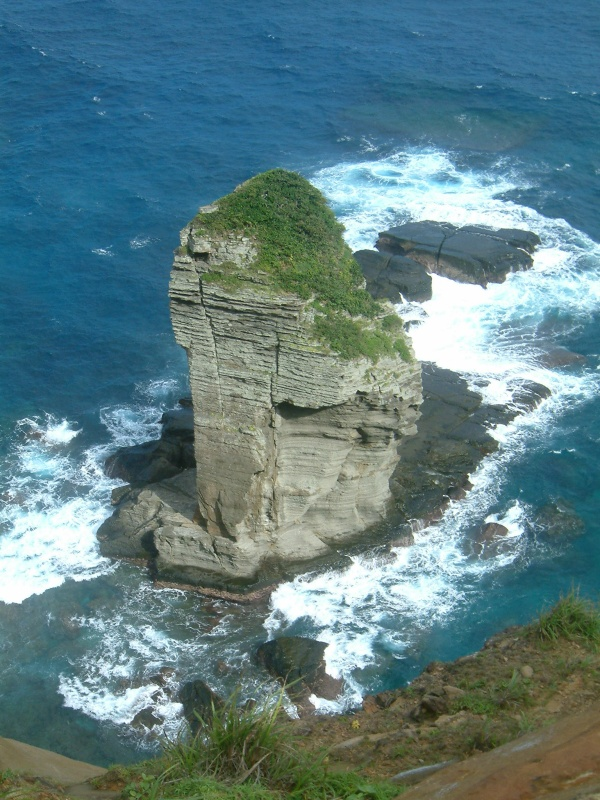
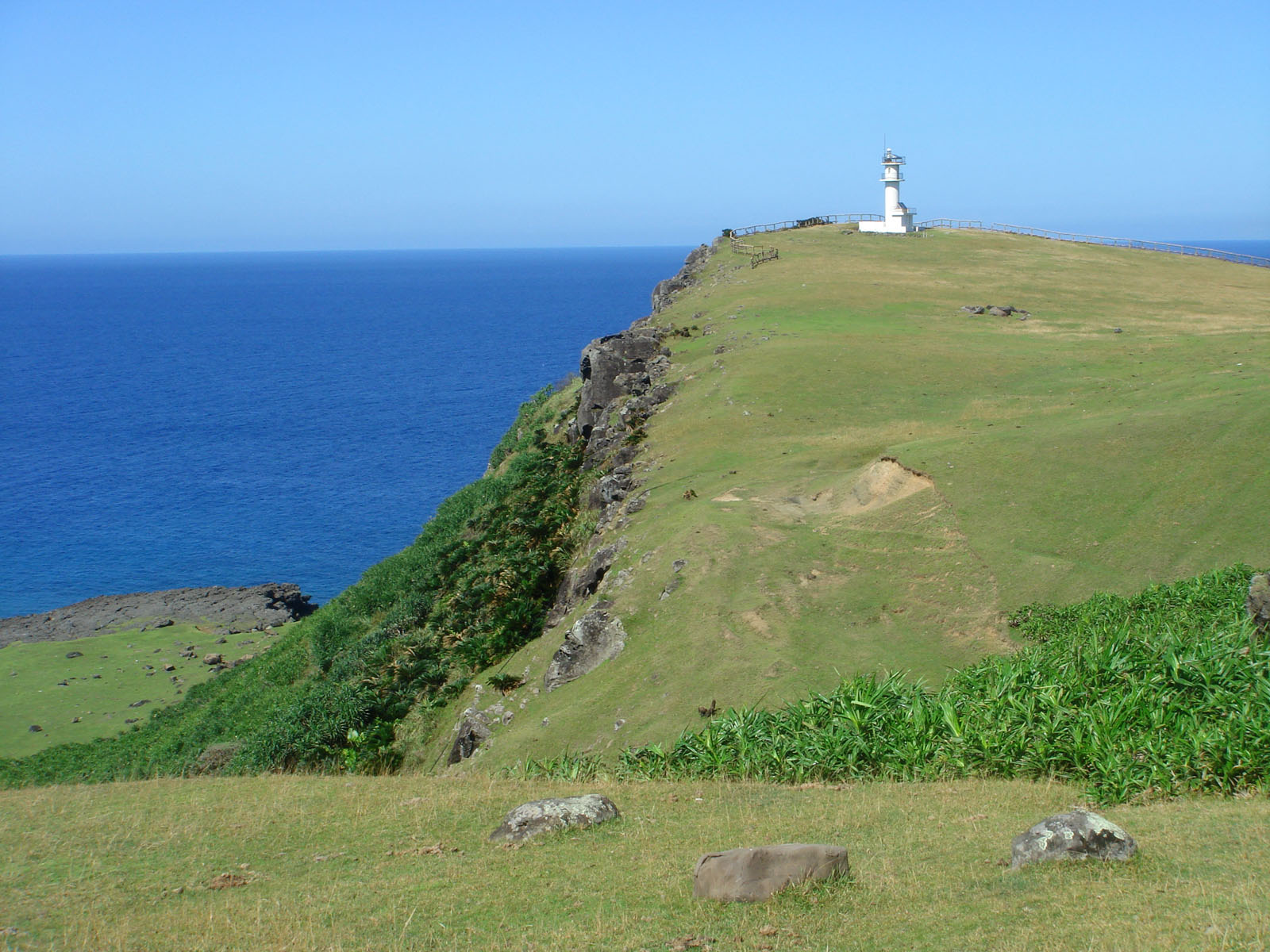
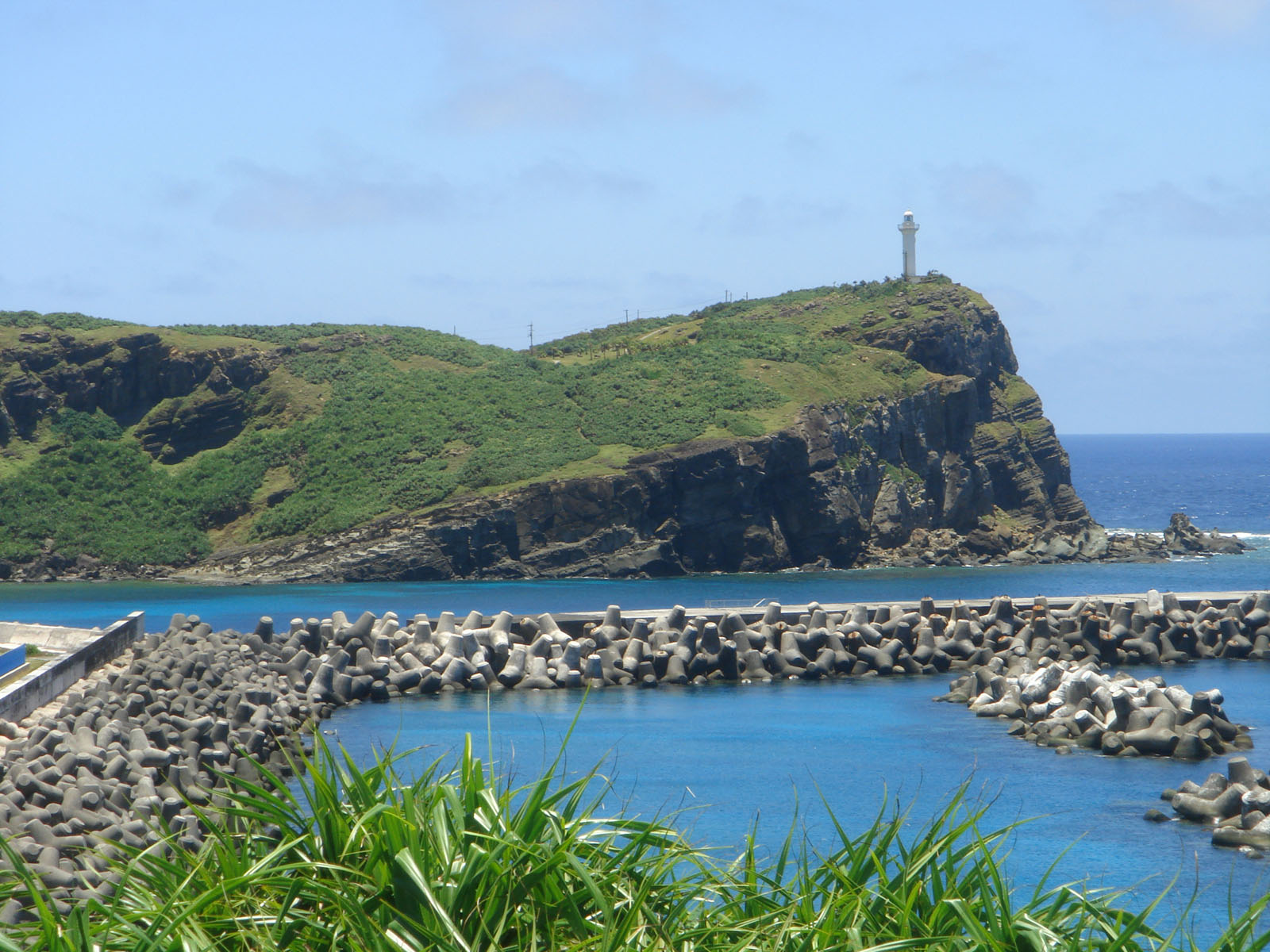